# Municipi d'Arvidsjaur
Arvidsjaur  (en suec: Arvidsjaur kommun; en sami septentrional: Árviesjávrrie gielda) és un municipi del Comtat de Norrbotten, al nord de Suècia. El seu centre administratiu està situat a Arvidsjaur.

## Localitats
Hi ha localitats (o àrees urbanes) al Municipi d'Arvidsjaur :

| # | Localitat     | Població |
| - | ------------- | -------- |
| 1 | Arvidsjaur    | 4,644    |
| 2 | Glommersträsk | 306      |
| 3 | Moskosel      | 299      |

El centre administratiu del municipi és en negreta 